# Ulrich von Coler

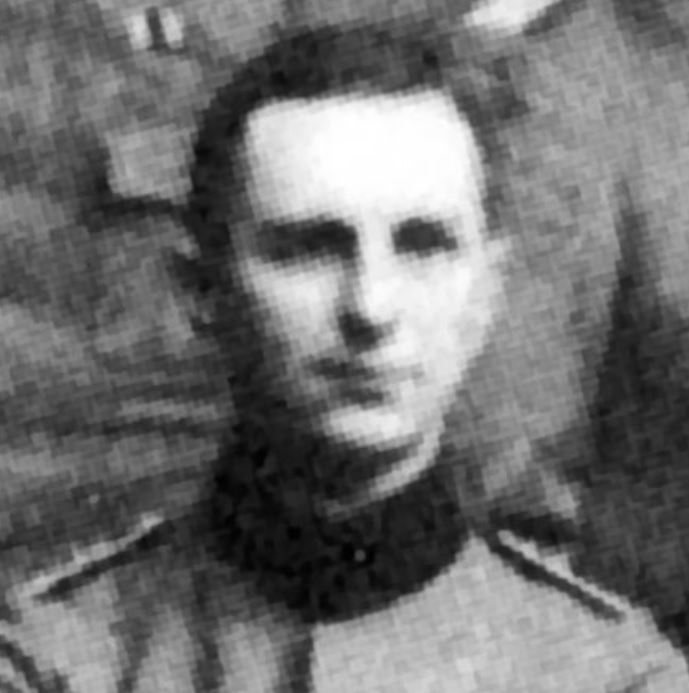
Ulrich von Coler, 1917

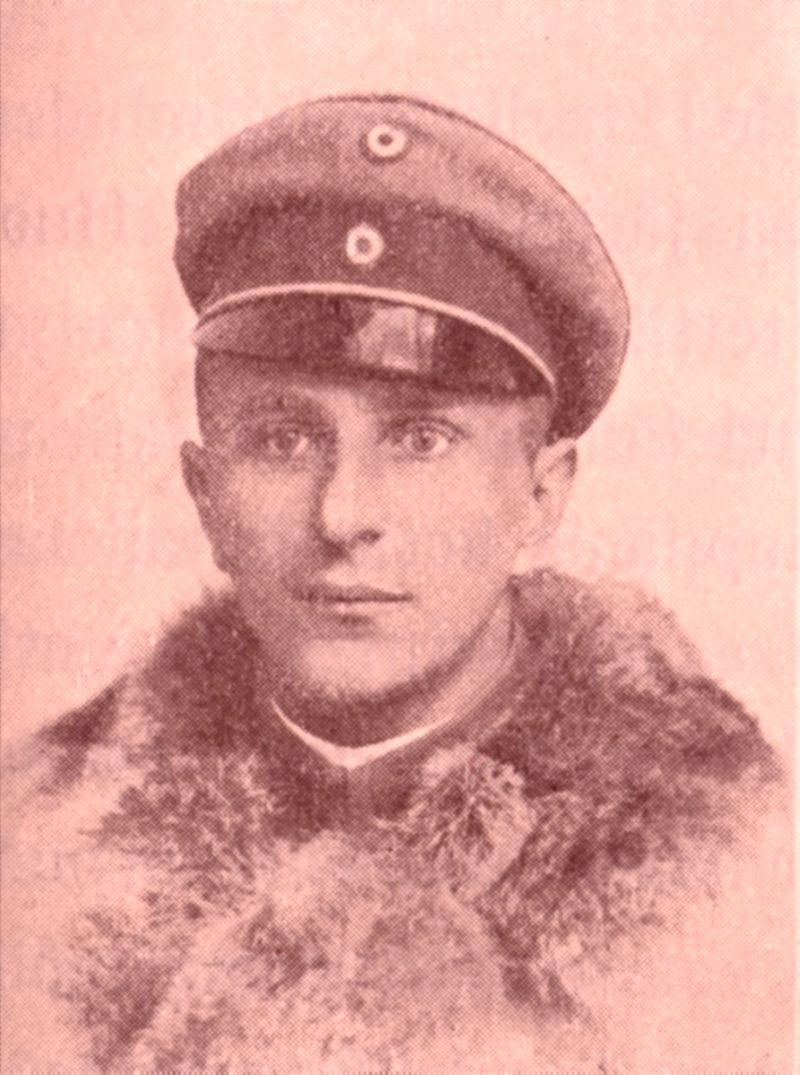
Ulrich von Coler, 1923

Ulrich von Coler (* 6. Dezember 1885 in Küstrin; † 19. Mai 1953 in Timmendorfer Strand) war ein deutscher Oberst der weißen finnischen Armee im Finnischen Bürgerkrieg und Oberst der Wehrmacht im Zweiten Weltkrieg.

## Herkunft
Seine Eltern waren der Hauptmann Karl von Coler (* 1846) und dessen Ehefrau Marie, geborene von Prollius (* 1860). Sein Vater wurde am 29. Oktober 1883 in den preußischen Adelsstand erhoben. Sein Onkel Alwin von Coler war Generalarzt der preußischen Armee.

## Leben
Coler war preußischer Berufssoldat. Er wurde während des Ersten Weltkriegs als Oberleutnant im September 1915 nach Lockstedt kommandiert und führte im Finnischen Bürgerkrieg als Hauptmann (seit 1916) mit 38 weiteren deutschen Offizieren die rund 1.250 Soldaten starke 2. Brigade der finnischen Jäger im Estländisches Kampfgebiet. Anfang März 1918 kam er mit den ersten Heimfahrern nach Finnland. Er wurde Oberst der Weißen Finnischen Armee und Kommandeur der 2. Division bis zum Sieg über die revolutionäre finnische Bewegung wenige Monate später. Die deutschen Offiziere wurden danach wieder aus dem finnischen Heer ausgegliedert. Coler erwartete 1919 keine Stellung in der Vorläufigen Reichswehr und wechselte für zehn Jahre zu finnischen weißen paramilitärischen Milizen.
Durch die Aufrüstung der wachsenden Reichswehr sah Coler wieder eine berufliche Perspektive im inzwischen nationalsozialistischen Deutschland und kehrte 1934 dorthin zurück. Zu Beginn des Zweiten Weltkrieges fungierte er als Regimentskommandeur beim Überfall auf Polen, ab Sommer 1940 war er als leitender Besatzungsoffizier (Feldkommandant) in Nordfrankreich (Quimper) und auf der Krim, zuletzt als Oberst tätig.

### Kriegsverbrechen
Coler prahlte mit rassisch motivierten Morden während seiner Zeit in Polen. Auch auf der Krim war er mit großer Wahrscheinlichkeit persönlich an Erschießungen von Juden beteiligt. Über sein Gebaren berichteten beteiligte Offiziere in einem Nachkriegsverfahren vor dem Landgericht Düsseldorf: er habe stets das eigene „Herrenmenschentum“ bzw. das „Untermenschentum der russischen Bevölkerung“ betont, habe Untergebene aufgefordert, bei Exekutionen vorher Bilder von den Opfern zu machen, um „deren Kümmerlichkeit zu belegen“, und unter „Schwenken seiner Pistole von deren Gebrauch geprahlt“.

### Familie
1917 heiratete er Edit von Coler, geborene Manzel-Heinemann. Im Jahr 1922 trennte sich das Paar allerdings wieder; drei Jahre nach der Geburt ihrer einzigen Tochter Jutta.

## Veröffentlichungen
- Ungdomen framåt! Verlag Schildt, 1921, S. 191, in finnischer Sprache
- Suomalaisten jääkärien parissa: muistelmia yhteistyön ajoilta 1915–1918. mit Jalmari Kara, Verlag Kustannusoy, Kirja, 1919, S. 82, in finnischer Sprache